# 猫屋町
猫屋町（ねこやちょう）は、広島市中区の町名。丁目は無い。住居表示実施済み。郵便番号は730-0852（広島中央郵便局管区）。

## 歴史
天正年間、広島開府の時、猫屋九郎右衛門兼鎮という豪商が屋敷を此の所に開いた。その屋号にちなみ「猫屋町」といった。猫屋は姓を加藤と称し、もとは府中・松崎八幡宮の棚守であった。

## 人口
『芸藩通志』によると、78戸、327人である。1925年末の現住戸数・現住人口は174・764。2018年6月末現在の世帯数・人口は587・937。

## 経済

### 産業
かつて存在した商工業者
『日本紳士録』、『商工資産信用録 第33回 中国四国版』などによると、かつて存在した商工業者は薬種商、薬種売薬の石井、旅館の石岡、薬種売の石田、呉服太物商の植木、呉服太物商の牛尾、製粉製穀業の大島、畳商の香川、満足屋味噌商の佐々木、高橋屋、旅館の高橋、酒造、度量衡販売の田邊、敷島タクシーの角田、呉服太物商の光永、呉服、紙類商の光永、金生堂、帽子商の山田、砂糖商の吉田、海産物商の吉村、勝盛などがいた。
店舗・企業

| - インターソフト - 九嶺堂本社 - ザ・ダイソー広島土橋店 - 至誠堂印刷 - 新市開発 - 田中共栄商会 - 日本通商広島支店 - 和田不動産 - ミキモト化粧品鯉城営業所 - 三島食品広島営業所 - 光永和洋紙店 - 宮田油業本社 - 山佐産業広島営業所 | 飲食 - 炭火焼肉ゆう コンビニ - ファミリーマート猫屋町店 薬局 - エスマイル薬局ひので店 - キララ薬局猫屋店 - らいおん薬局 |

### 家主
- 家主は小田がいた[9]。

## 地域
広島平和記念公園の旧太田川をはさんで西対岸にあたる。

### 健康
医療機関
- 正岡病院
- やまね内科クリニック
- 藤岡歯科医院

整体、マッサージ
- 小河治療院
- ねこの手はり灸整骨院

### 相談
- 新井要税理士事務所
- 柳原芳樹税理士事務所

### 施設
宗教
- 明教寺（浄土真宗本願寺派）[11]
- 教西寺（浄土真宗本願寺派）[11]
- 教伝寺（浄土真宗本願寺派）[11]

## 出身・ゆかりのある人物

### 政治・経済
- 勝盛達之助（海産物問屋[7]、乾物[9]、海産物商[10]、市会議員[9]、町総代・同総代顧問、広島商工会議所会頭） - 広島電機大学長・勝盛豊一の養父である。

### 医療
- 今井亥三松（医師[12]） - 石川県金沢市出身[12]、1860年出生[12]、1894年に広島市避病院医師を嘱託され、傍ら猫屋町で開業する[12]。
- 今井蔵六（耳鼻咽喉科医）[6][10]
- 今川卓治（内科医、医学博士、今川内科医院長[13]、広島市医師会長[14]） - 群馬県人で、住所が猫屋町[13]。
- 橋本一登（歯科医）[10]
- 藤井十太郎（歯科医）[6]
- 坂井次郎（外科皮膚科医）[10]
- 正岡旭（産婦人科医、医学博士）[10] - 正岡病院の初代院長。広島市医師会長[14]。
- 石井安太郎（薬剤師）[10] - 広島薬業組合長。中国製薬合資会社代表社員。